# لوسي راندوين
لوسي غابرييل راندوين (بالفرنسية: Lucie Randoin)‏ (11 أيار/ مايو 1888- 13 أيلول/ سبتمبر 1960)، هي عالمة أحياء واختصاصية صحة وتغذية فرنسية. نالت راندوين في عام 1958 رتبة القائد من وسام جوقة الشرف ذاك العام، وكانت معروفة بأبحاثها حول الفيتامينات.

## النشأة
وُلِدَت لوسي راندوين في 11 أيار/ مايو من عام 1888 في بوار آن أوث في بلدة يون في فرنسا. التحقت راندوين بالمدرسة العليا للأساتذة في باريس، ثم التحقت بجامعة كليرمونت فيراند وجامعة باريس حيث حصلت على درجة الدكتوراه عام 1918.

## المهنة والأبحاث
عملت راندوين في السنة الأخيرة من دراسة الدكتوراه مع ألبرت داستري باعتبارها مساعدة باحث، ثم عملت بعد حصولها على الدكتوراه كباحثة في معهد علوم المحيطات في باريس حيث شغلت هذا المنصب لمدة عامين (من عام 1918 حتى عام 1920). أدارت راندوين مختبر علم وظائف الأعضاء بالمعهد الوطني الفرنسي للزراعة من 1924 وحتى عام 1954، عملت أيضًا كباحثة هناك في الفترة ما بين 1920 و1923. أدارت راندوين المعهد العالي للتأهيل (معهد علوم التغذية) من 1942 وحتى 1960، كما أدارت إيكول دايتيتيك في عام 1951. 
قضت راندوين مسيرتها البحثية في دراسة تكوين الفيتامينات ودورها في عملية التمثيل الغذائي. اكتشفت راندوين أنّ الفيتامينات B وC يمكن أن يؤثرا على استقلاب السكر، مما أدى للبحث عن العلاقة بين إدمان الكحول وسوء التغذية.

## التكريم
حصلت راندوين على زمالة العلوم الطبيعية في عام 1911 -وهي من أوائل النساء اللائي حصلن عليها. قُبِلَت راندوين كذلك في الأكاديمية الوطنية للطب عام 1946، وحصلت على رتبة القائد من وسام جوقة الشرف عام 1958. 